# Dendroleon speciosus
Dendroleon speciosus is een insect uit de familie van de mierenleeuwen (Myrmeleontidae), die tot de orde netvleugeligen (Neuroptera) behoort. 
Dendroleon speciosus is voor het eerst wetenschappelijk beschreven door Banks in 1905.